# Pinili
Pinili là một đô thị hạng 5 ở tỉnh Ilocos Norte, Philippines. Theo điều tra dân số năm 2007, đô thị này có dân số 16.185 người trong 3.172 hộ.

## Các đơn vị hành chính
Pinili được chia ra 25 barangay.
| - Aglipay - Apatut-Lubong - Badio - Barbar - Buanga - Bulbulala - Bungro - Cabaroan - Capangdanan - Dalayap - Darat - Gulpeng - Liliputen | - Lumbaan-Bicbica - Nagtrigoan - Pagdilao - Pugaoan - Puritac - Sacritan - Salanap - Santo Tomas - Tartarabang - Puzol - Upon - Valbuena |